# Jaskinia Skoruszowa
Jaskinia Skoruszowa (Kominowa) – jaskinia w Dolinie Kościeliskiej w Tatrach Zachodnich. Ma dwa otwory wejściowe znajdujące się na wschodnim zboczu Wąwozu Kraków, w stoku opadającym spod Upłazkowej Turni, poniżej Jaskini Jagnięcej, na wysokościach 1236 i 1238 m n.p.m. Długość jaskini wynosi 23 metry, a jej deniwelacja 8 metrów.

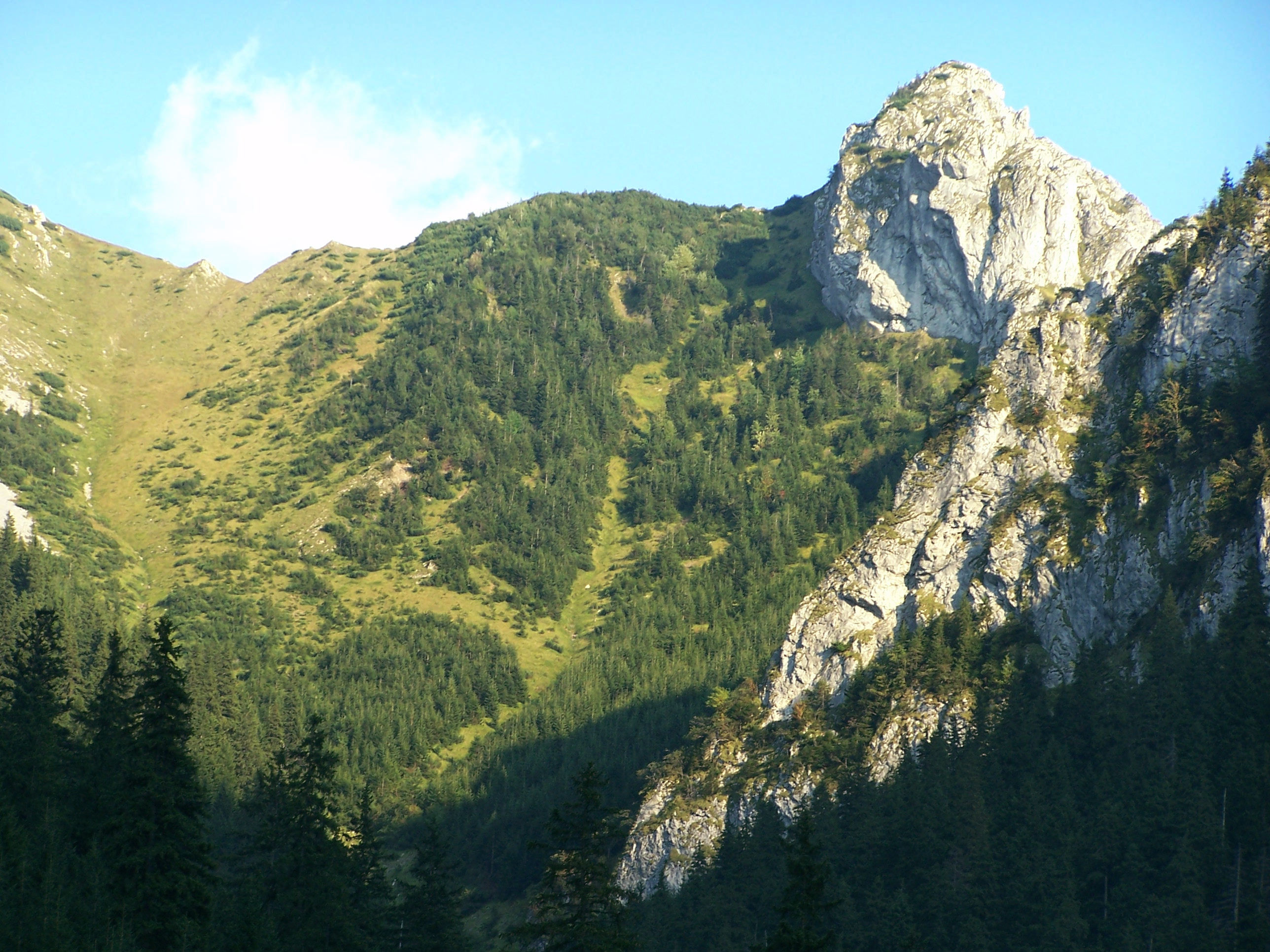
Upłazkowa Turnia

## Opis jaskini
Jaskinię stanowi ciąg łączący niewielki otwór dolny z dużym otworem górnym.
Idąc szerokim korytarzem od otworu dolnego dochodzi się do niewielkiego kominka. Po jego przejściu ciąg rozgałęzia się. W prawo prowadzi wąskim korytarzem do górnego otworu, w lewo, za dwoma prożkami, kończy się szczeliną.

## Przyroda
W jaskini można spotkać polewy kalcytowe, nacieki grzybkowe i grube pokrywy mleka wapiennego.
Ściany są mokre. W dolnym otworze rośnie jarzębina, od której pochodzi nazwa jaskini. W gwarze podhalańskiej jarzębina to skorusza (skorusa).

## Historia odkryć
Jaskinię odkryli w czerwcu 1958 roku grotołazi z STJ KW Zakopane, choć możliwe, że była ona znana od dawna, gdyż znajduje się przy odwiedzanej w latach międzywojennych Jaskini przy Perci.